# 国際連合安全保障理事会決議720
国際連合安全保障理事会決議720（こくさいれんごうあんぜんほしょうりじかいけつぎ720、英: United Nations Security Council Resolution 720）は、1991年11月21日に国際連合安全保障理事会で採択された決議である。国際連合事務総長の任命について検討し、国際連合総会に対してブトロス・ブトロス＝ガーリの任命勧告を行った。
その後、1991年12月3日に国連総会において安保理の決議が承認され、決議46/21によりブトロス・ブトロス＝ガーリが事務総長に任命された。任期は1992年1月1日から1996年12月31日までの5年間である。